# AppleCare
O AppleCare é um plano de serviços de suporte ao cliente de produtos da Apple Inc., fornecendo aos clientes 90 dias de suporte telefônico gratuito e um ano de cobertura da garantia de hardware. Tanto pode ser estendido para dois anos para iPods, iPads e iPhones ou três anos para Macs por meio do "Plano de Proteção AppleCare", que é comprado separadamente ou com novos produtos da Apple. Planos profissionais também estão disponíveis. O serviço AppleCare começou na década de 1980.

## Produtos Disponíveis
Atualmente, o AppleCare está disponível para os seguintes produtos:
- iMac
- MacBook Air
- MacBook
- MacBook Pro
- Mac Mini
- Mac Pro
- Apple Cinema Display
- iPod touch
- iPod classic
- iPod nano
- iPod shuffle
- iPad
- iPhone